# Yokohama Bay Sheraton Hotel & Towers
Le Yokohama Bay Sheraton Hotel & Towers (横浜ベイシェラトンホテル&タワーズ) est un gratte-ciel construit à Yokohama dans la banlieue de Tokyo en 1998.
Il mesure 115 mètres de hauteur et abrite un hôtel de la chaine Sheraton.
La surface de plancher de l'immeuble est de 57 757 m2.
L'immeuble a été conçu par l'agence Kanko Kikaku Sekkeisha spécialisée dans la conception d'hôtels.